# Vlag van Kosovo
Er is geen algemene overeenstemming over wat de vlag van Kosovo (Albanees: Flamuri i Kosovës; Servisch: Zastava Kosova) is. Kosovo verklaarde zich op 17 februari 2008 onafhankelijk en nam tegelijkertijd een nieuwe vlag aan. Het gaat om een blauw doek met in het midden een goudgele kaart van het gebied onder zes witte vijfpuntige sterren. Servië ziet Kosovo echter als een autonome provincie van dat land (Kosovo en Metohija), zonder eigen vlag. Vanuit Servische optiek kan ook de vlag van Servië als Kosovaarse vlag beschouwd worden. Kosovo wordt door een deel van de staten (vooralsnog) beschouwd als provincie van Servië. Het bestuur staat sinds 1999 onder toezicht van een missie van de Verenigde Naties, UNMIK. Vanuit die optiek kan de vlag van de Verenigde Naties als Kosovaarse vlag beschouwd worden.
Dit artikel behandelt vooral de blauwe vlag met witte sterren en kaart; aan de Servische vlag en de VN-vlag is elk een apart artikel gewijd.

## Symboliek
Blauw en goud in de Kosovaarse vlag staan voor de toekomst van Kosovo, die in de Europese Unie moet liggen; blauw en goud zijn de kleuren van de EU-vlag. Het blauw symboliseert daarnaast vooruitgang. De zes witte sterren staan voor de zes grootste etnische groepen in Kosovo (Albanezen, Serviërs, Gorani, Bosniakken, Turken en Roma) en moeten samen het multi-etnische karakter van het land symboliseren. De vlag is ontworpen door Muhamer Ibrahimi. De kaart symboliseert het territorium van Kosovo en daarmee de territoriale eenheid.

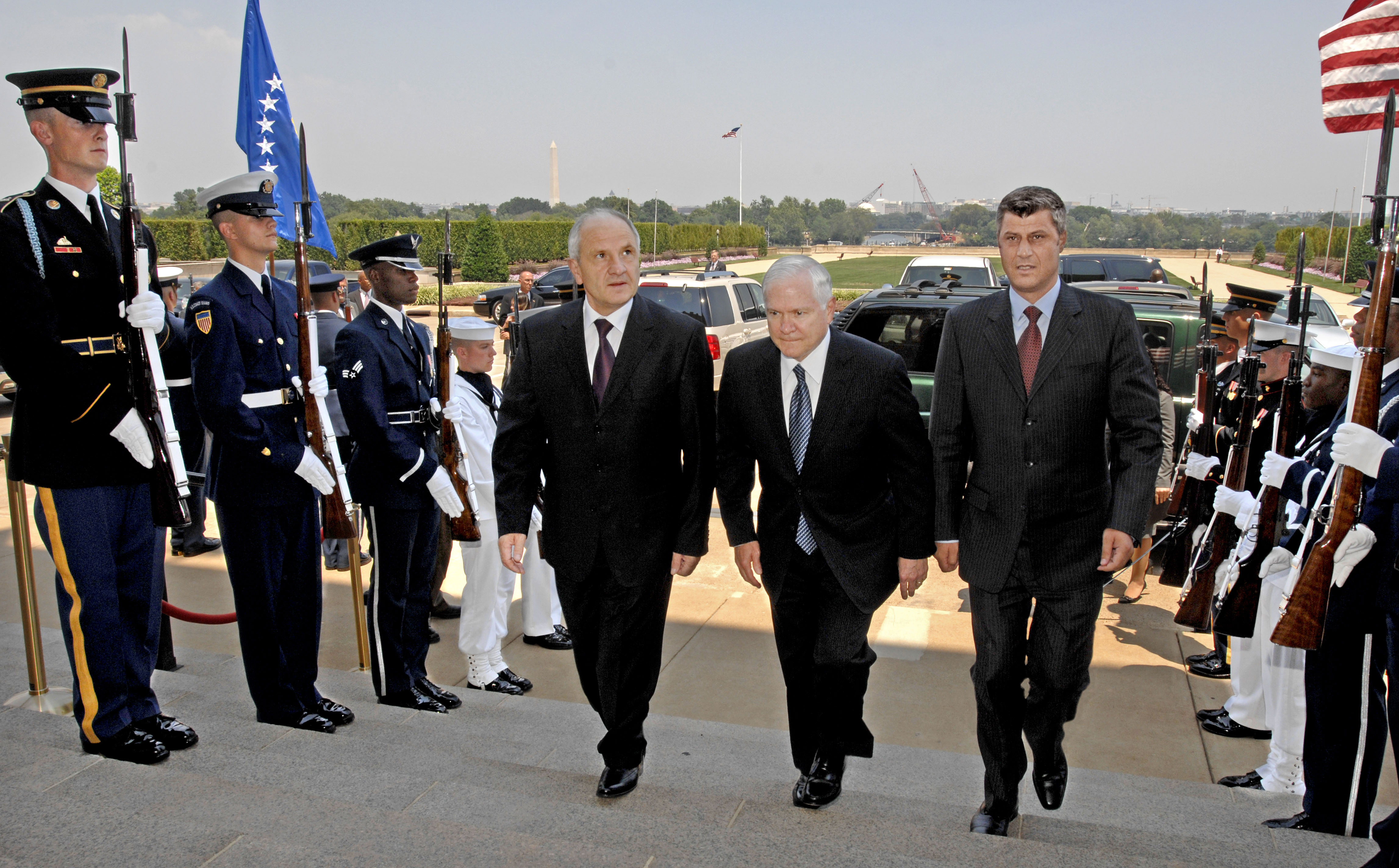
De Kosovaarse vlag bij een bezoek van Hashim Thaçi aan het Pentagon in 2008

Wellicht even interessant als wat de vlag symboliseert, is hetgeen niet gesymboliseerd wordt. De overgrote meerderheid van de Kosovaarse bevolking is etnisch Albanees en wil geen deel uitmaken van Servië. Een kleine minderheid (zo'n 5%) is Servisch en ziet Kosovo als onderdeel van Servië. Zowel Albanese symboliek (de kleuren rood en zwart en de Albanese adelaar) als Servische symboliek (de pan-Slavische kleurencombinatie rood-blauw-wit en de Servische adelaar) is geheel afwezig. Daarmee moet het gebruik van de vlag open staan voor alle Kosovaarse burgers.

## Ontwerp
De vlag van Kosovo heeft zoals vermeld een blauwe achtergrond, met in het midden een afbeelding van de kaart van Kosovo onder zes sterren. De hoogte-breedteverhouding is 5:7. De kleuren en constructie van de vlag zijn nog niet gespecificeerd, maar een officieel regeringsdocument vermeldt de kleuren in de CMYK-codering. Hieruit kunnen de RGB-waarden worden afgeleid.
| Systeem      | Blauw      | Goud       | Wit     |
| ------------ | ---------- | ---------- | ------- |
| CMYK         | 100-80-0-0 | 0-20-60-20 | 0-0-0-0 |
| Hexadecimaal | #034EA2    | #D2AB67    | #FFFFFF |

## Geschiedenis

Vlag van de Albanezen in Joegoslavië

### Joegoslavië
In de tijd dat Kosovo een autonome provincie van Servië binnen Joegoslavië was, vanaf het eind van de jaren 40 tot het eind van de jaren 80, had Kosovo geen eigen vlag. Wel hadden de Albanezen, net als de meeste volken in het land, een eigen 'volksvlag'. Dit was een rode vlag met daarop in het midden de Albanese adelaar en linksboven een rode ster met een gele rand.
Na het uiteenvallen van Joegoslavië werd Servië, inclusief de autonome provincie Kosovo, een onderdeel van de Federale Republiek Joegoslavië, die later de Confederatie Servië en Montenegro zou worden. Vanaf juni 2006 is Servië een onafhankelijke staat. Kosovo wordt sinds de oorlog tussen de NAVO en Servië (1999) bestuurd door de Verenigde Naties, maar volgens Servië en andere staten is het formeel nog steeds een autonome Servische provincie. De Serviërs in Kosovo hebben nooit een eigen Servisch-Kosovaarse vlag gebruikt, maar altijd de vlag van Servië.

Vlag van de Verenigde Naties, gebruikt tussen 1999 en 2008
Vlag van Servië
Vlag van Albanië

### De aanloop naar een eigen vlag
Na de NAVO-aanvallen van 1999 en de daaropvolgende instelling van een internationaal bestuur over het gebied, hebben de Serviërs zich uit angst voor Albanese aanvallen teruggetrokken in enclaves en konden zij alleen daar nog hun vlag uitsteken. In de rest van Kosovo ging sindsdien de vlag van Albanië het straatbeeld domineren: aan de gevels van veel huizen en andere gebouwen werd er een exemplaar gehangen en veel taxi's bevestigden een kleine variant aan hun achteruitkijkspiegel. Ook de begraafplaatsen van het Kosovo Bevrijdingsleger zijn voorzien van de Albanese vlag.
De meeste Albanezen in Kosovo zagen de Albanese vlag als hun nationale vlag, maar een Kosovo onder Albanese vlag is strijdig met het idee van een multi-etnisch Kosovo dat nagestreefd wordt door de internationale gemeenschap. Daarom is door het Kosovaarse parlement gekozen om een geheel nieuwe vlag in te voeren. Iets dergelijks is eerder gebeurd in Bosnië en Herzegovina, waarbij de oude vlag van dat land vervangen werd door een abstract ontwerp; de huidige blauw-gele vlag van Bosnië en Herzegovina moet de drie volken die in één land samenleven (Serviërs, Kroaten en Bosniakken) symboliseren.

#### Eerdere voorstellen voor een Kosovaarse vlag
Ibrahim Rugova, de eerste Kosovaarse president, deed nadat de VN de macht in het gebied had overgenomen een voorstel voor een nieuwe vlag. Deze vlag, die hij 'vlag van Dardania' noemde, is zowel binnen als buiten Kosovo weinig populair geworden. Het ontwerp ervan bestaat uit een blauw veld, met in het midden een rode cirkel waarin (net als op de Albanese vlag) een zwarte adelaar staat. Hierbij moet opgemerkt worden dat de regio Dardania ook delen van de rest van zuidelijk Servië en Noord-Macedonië omvat. Daarmee legde hij impliciet een claim op die gebieden.
De Albanese Amerikaan Joseph DioGuardi ontwierp een vlag naar het model van de Amerikaanse vlag, met de Albanese adelaar in het kanton en zes rode strepen die symbool staan voor de gebieden waar Albanezen wonen: Albanië, Kosovo, Noord-Macedonië, Montenegro, Servië en de diaspora. De witte strepen staan voor de steun die de Verenigde Staten in het verleden aan de Albanezen hebben gegeven, met name bij de totstandkoming van de Albanese staat in 1919 en bij de NAVO-aanvallen van 1999.

? Voorstel van Rugova
? Voorstel van DioGuardi
? Voorstel gebaseerd op de VN vlag

#### Competitie
In juni 2007 werd een competitie voor een nieuwe vlag en wapen gehouden. Er werden 993 voorstellen ontvangen waarvan een kleine zevenhonderd aan de voorwaarden voldeed. Onder de voorwaarden van de VN moeten alle voorstellen de multi-etnische samenstelling van Kosovo reflecteren. Dit betekent dat het gebruik van de Albanese of Servische tweekoppige adelaar op de vlag en de kleurencombinaties rood-zwart en rood-blauw-wit verboden zijn.
Een groep van Kosovaarse politici en experts onder de naam Unity Team heeft hieruit drie finale-ontwerpen geselecteerd waaruit vervolgens met een tweederdemeerderheid een winnaar gekozen moest worden. Opmerkelijk is dat twee van de drie ontwerpen volgens een publicatie in The Christian Science Monitor enkel de kleuren rood, wit en zwart bevatten. Het uiteindelijk gekozen ontwerp is een gemodificeerde variant van het eerste ontwerp.

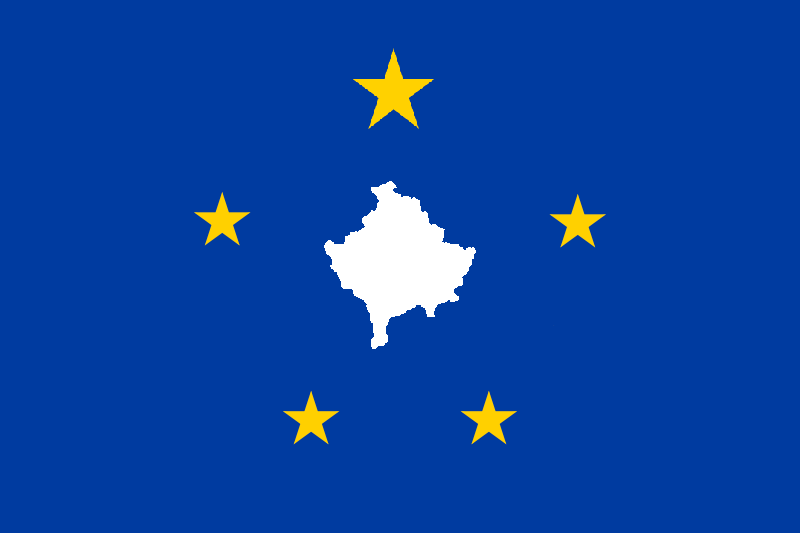
? Finale-ontwerp 1
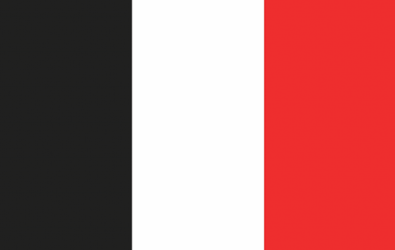
? Finale-ontwerp 2
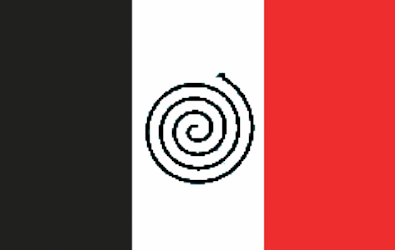
? Finale-ontwerp 3
? Afgewezen (Nederlands) ontwerp